# 利马主教座堂
利马圣殿主教座堂（西班牙語：Catedral de Lima）是罗马天主教利马总教区的主教座堂，位于秘鲁利马市中心的武器广场。始建于1535年，此后历经多次重建，但仍保持了西班牙殖民式建筑和立面。供奉圣史若望。

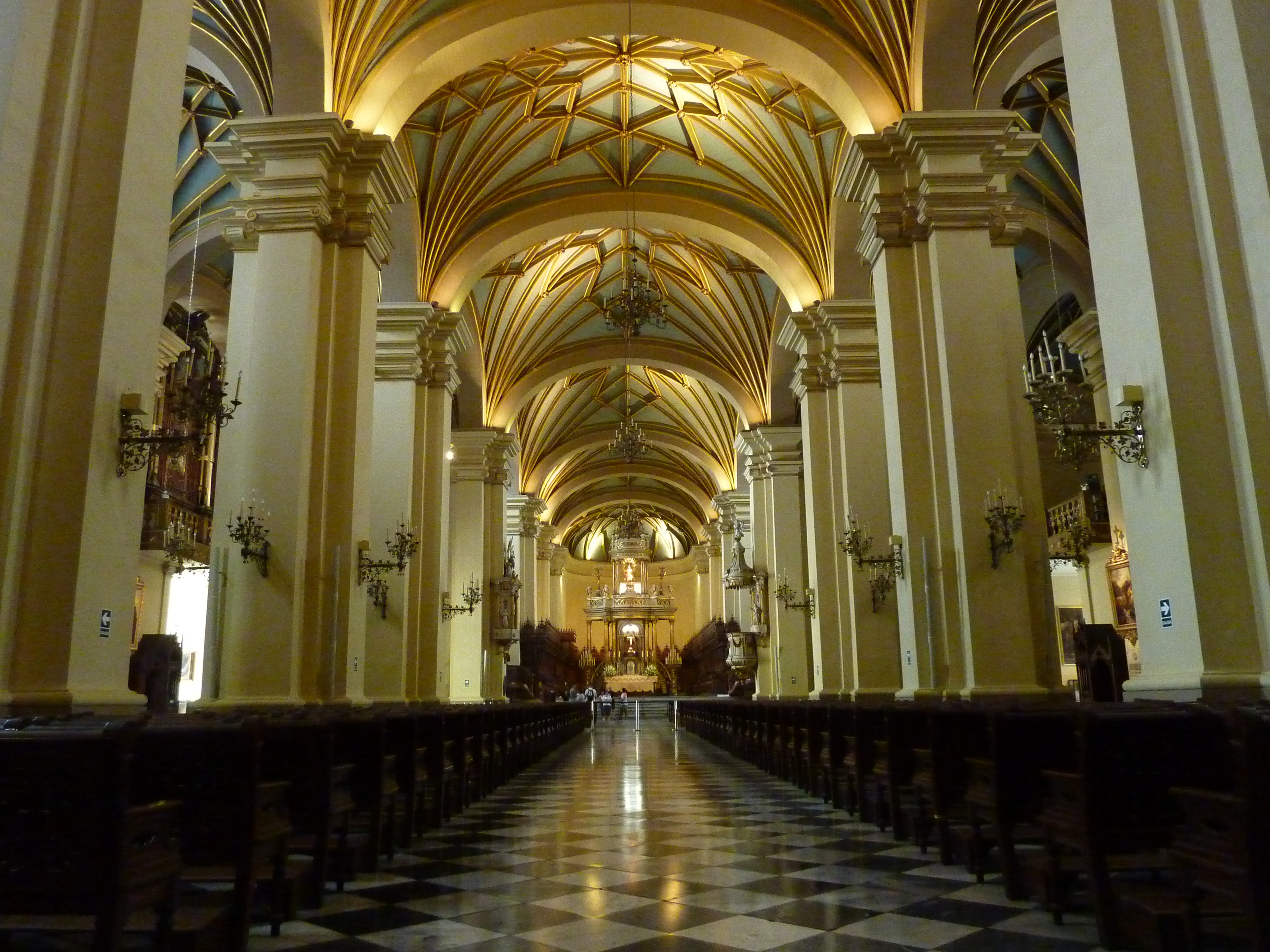
利马主教座堂中殿

西班牙征服者皮萨罗安葬于该堂。